# استفانی سینکلر
استفانی سینکلر (انگلیسی: Stephanie Sinclair؛ زادهٔ ۱۹۷۳) عکاسی خبری آمریکایی است. آثار او بر مسائل جنسیت و حقوق بشر از جمله ازدواج کودکان و خودسوزی متمرکز است. عکس‌های سینکلر در نیویورک تایمز، تایم و نشنال جئوگرافیک منتشر شده‌است. او در سال ۲۰۰۰ برندهٔ جایزهٔ پولیتزر شد.